# Dainis Ozols
Dainis Ozols (nascido em 11 de setembro de 1966) é um ex-ciclista profissional letão. Representou seu país, Letônia, nos Jogos Olímpicos de Verão de 1992, 1996 e 2000, conquistando a medalha de bronze em 1992 na prova de estrada, terminando com um tempo de 4:32:24, 3 segundos atrás de Erik Dekker (NED) e 4 segundos atrás do vencedor Fabio Casartelli (ITA).